# Округ Батлер (Пенсилванија)
Округ Батлер (енгл. Butler County) је округ у америчкој савезној држави Пенсилванија.

## Демографија
По попису из 2010. године број становника је 183.862, што је 9.779 (5,6%) становника више него 2000. године.
| Група             | 2000.           | 2010.           |
| Белци             | 169.634 (97,4%) | 176.259 (95,9%) |
| Афроамериканци    | 1.367 (0,8%)    | 2.021 (1,1%)    |
| Азијати           | 978 (0,6%)      | 1.838 (1,0%)    |
| Хиспаноамериканци | 1.016 (0,6%)    | 1.941 (1,1%)    |
| Укупно            | 174.083         | 183.862         |